# Rh-faktor
Az Rh-faktor (Rhesus-faktor) a vörösvértestek felszínén található, antigén (ellenanyag termelését kiváltó) sajátságú fehérje. Karl Landsteiner és Alexander S. Wiener(en) fedezte fel. A rézuszmajom vérében mutatták ki először, innen az Rh jelölés.

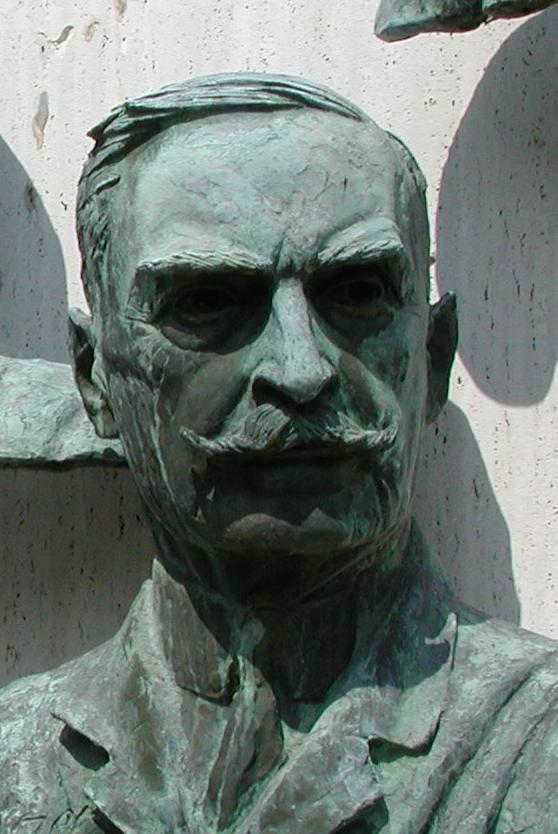
Karl Landsteiner

## Története
Landsteiner 1901-ben fedezte fel a később AB0-nak nevezett vércsoportrendszert, de nem folytatta a kísérleteit egészen 1922-ig, az USA-ba költözéséig.
1927-ben Landsteiner és tanítványa, Philip Levine azzal kezdett kísérletezni, hogy emberből és főemlősökből származó vért nyulakba injekcióztak. Felfedezték az M-, N- és P-antigéneket, melyeket ma a
MNS-nek(en) és P-nek(en) nevezett vércsoportrendszerhez sorolunk. Ezután e vércsoportok rasszok közötti megoszlását akarták meghatározni. Közben a világ számos kutatójának érdeklődését felkeltette a kérdés, és egyre több antigént fedeztek fel.
A tisztánlátás érdekében Landsteiner és Levine emberi vért csimpánzokba és nyulakba injekciózott. Ettől a három csimpánz egyikének vére kicsapódott, de a nyulaké nem. Ebből világossá vált, hogy a nyulak nem állítanak elő antigént az emberi vérrel szemben.
1937-ben Levine már ismert szerológus volt, amikor dr. Rufus Stetson egy asszony vérmintáját küldte el neki, akinek a második terhessége halvaszüléssel végződött. Az asszony vérzés miatt a férjétől 500 ml vért kapott, és bár a vér AB0 vércsoportja megfelelő volt, a véradás súlyos következményekkel járt. A későbbi vizsgálatok azt mutatták, hogy vére nemcsak a férje, hanem a legtöbb donor vérét kicsapja. Végül az asszony életét meg tudták menteni, mert találtak hat vérkompatibilis donort.
Levine azt tapasztalta, hogy az asszony vére kicsapja a 0-s vércsoportú donorok 80%-ának vérét. Az antigén 37 °C-on aktív volt, amiből az következett, hogy különbözik a korábban felfedezett M-, N- és P-antigéntől. Ebből Levine és Stetson arra következtetett, hogy az összeférhetetlenséget a magzat az apától örökölte.
1940-ben Landsteiner és Wiener publikálta a nyúlba injektált rézuszmajomvér kicsapódását. Ez az anti-Rh-nak nevezett antitest reagált az emberek 85%-ának vérével. Amikor Levine és Wiener összehasonlította a nyúlvért, a három évvel korábbi anya, és olyan anyák vérével, akik csecsemőjénél hemolitikus vérszegénység(en) lépett fel, azonosságot találtak, amiből Levine arra következtetett, hogy ez a fő oka az újszülöttkori vérrendellenességnek.
Levine csak jóval később, az 1960-as években jött rá, hogy a nyúlba injekciózott rézuszmajomvér antitestei nem azonosak az emberéivel, az Rh-faktor elnevezésen azonban ekkor már nem változtattak.

## Rh-faktor rendszer
A vörösvértestek sejthártyájában található egyes fehérjék más sejtekhez ill. sejtalkotókhoz hasonlóan idegen testbe kerülve immunreakciót válthatnak ki. A befogadó test ilyenkor idegen anyagnak (antigénnek) tekinti, és ellenanyagot (antitesteket) kezd termelni az idegen vörösvértestek elpusztítására.
In vitro kicsapódási vizsgálattal 20 ilyen fehérjecsoportot találtak, ezeket nevezték el vércsoportoknak. Vérátömlesztés szempontjából az AB0 vércsoport rendszer után az Rh-faktor rendszer a legfontosabb.
Az Rh-faktor rendszer két fehérjéből áll: RhD és RhCE. Mindkettő többször áthalad a vörösvértest sejthártyáján (az RhD pl. 12-szer). Az antigének a sejten kívüli hurkokban vannak. Az RhCE kódolja a C/c antigént a második, és az E/e antigént a negyedik sejten kívüli hurokban, ezen felül egyéb antigéneket is, pl. CW, CX. Az RhD fehérje kódolja a legfontosabb antigént, a D-t. A két fehérje nagyon hasonló: az RhD 417 aminosavból áll, az RhCE 36 aminosavban különbözik tőle.
A két fehérjét egy-egy gén kódolja: az RHD és RHCE és alléljaik (variációik). A két gén az 1-es kromoszóma rövid karján egymás mellett található, 97%-uk azonos, de a fennmaradó 3% nagy változatosságot mutat, ezért sok antigént kódol. Jelenleg az Rh-faktor rendszerben 50 antigén ismert, a legfontosabbak a már említett C, D, E, c és e antigének.
A C/c eltérést négy egypontos nukleotid-polimorfizmus, ezáltal négy aminosav különbsége okozza az RhCE fehérjében. E négy közül a 103. határozza meg a C vagy c antigént, mely C esetén szerin, c esetén prolin.
Az E/e eltérést egyetlen nukleotid-különbség adja (a 676. helyen guanin helyett citozin). Ez a 226. aminosav eltérését okozza, mely E-nél prolin, e-nél alanin.
A D/d különbséget a legtöbb esetben a teljes RHD gén (következésképp a teljes RhD fehérje) megléte vagy hiánya okozza.

## Az Rh+és Rh−vércsoport
Rh+ vércsoporton a D antigén meglétét, Rh−-on annak hiányát értjük. A D az 50 ismert Rh-antigén egyike (lásd feljebb).
Az Rh+ domináns mendeli tulajdonság, azaz ha valaki bármelyik szülőjétől Rh+ gént örököl, akkor az Rh-csoportja pozitív lesz. Rh− vércsoportú csak úgy lehet, ha mindkét szülőtől Rh− gént örököl. Ettől még persze mindkét szülő lehet Rh+, ha heterozigóták, azaz egyik szülőtől Rh+-t, a másiktól Rh− gént örököltek.
Az Rh− vérben természetes körülmények között nincsenek jelen antitestek, így a legtöbb esetben a vérátömlesztésnél nem kell azonnali súlyos szövődményre számítani, amennyiben Rh− beteg Rh+ vért kap. Azonban a D antigén erős immunogén, ami azt jelenti, hogy Rh− személy vérébe kerülve nagy a valószínűsége, hogy anti-D ellenanyagot fog termelni, s ez az ellenanyag egy következő vérátömlesztés alkalmával már tönkreteszi a bekerülő Rh+ vörösvérsejteket. Ezért nem szabad Rh− személynek Rh+ vért adni.
A magyarok vércsoport-megoszlása hozzávetőlegesen: Rh+ 85%, Rh− 15%; ez megegyezik a fehér bőrszínűek átlagával.

## Terhesség és Rh-vércsoport
Amennyiben egy Rh− nő Rh+ magzattal terhes, vérében anti-D ellenanyag keletkezhet, mely a méhlepényen átjutva károsíthatja a magzat vörösvérsejtjeit. (Rh− anya esetén a magzat csak akkor lehet Rh+, ha az apa is az.)
Normál körülmények között a magzat és az anya vére nem keveredik, így nincs ok, ami kiváltsa az anyai D antigén termelését. Első terhesség esetén ezért általában nem lép fel probléma, hacsak a nő testében más okból nincs már ott a D antigén. Ilyen ok lehet a terhesség alatti vérzés, hasi sérülés, vetélés, méhen kívüli terhesség, vérátömlesztés, magzatburok-csapolás(en), külső fejrefordítás(en) (farfekvéses baba esetén, a 36. hét után), méhlepény-mintavétel(en) (magzati DNS-vizsgálat céljából).
A szüléskor a két vér keveredik, és megindul a D-antitest termelődése, ami azonban nem elég gyors ahhoz, hogy a magzatban kárt tegyen. A D-antitest viszont ottmarad az anya szervezetében, és a következő terhességnél már komoly veszélyt jelent, ha ez a magzat is Rh+ vércsoportú.

## Anti-D injekció
Az injekcióban beadható anti-D immunoglobulin(en) megakadályozza, hogy a magzati D-antigént az anyai szervezet immunrendszere észrevegye és ellenanyagot termeljen. Bár nem kötelező, az a gyakorlat, hogy Rh− nőnek beadják a terhesség 28–34. hetében. A szülés után a köldökzsinórból vérmintát vesznek, és ha az D-antigént tartalmaz, az anyának 72 órán belül (újabb) anti-D injekciót adnak, hogy megelőzzék a komplikációt a következő terhességnél.

## Anti-C és anti-E
Az anti-E jelenléte RhE-negatív anyában ritka, és szinte sohasem vált ki a magzattal szembeni összeférhetetlenséget. Ennek valószínűleg az az oka, hogy az E és e antigén nagyon kevéssé (egyetlen aminosavban) különbözik egymástól.
Az anti-C nagyobb kockázatot jelent, de a gyakorlatban súlyos anti-C/anti-c összeférhetetlenség nagyon ritkán fordul elő.